# Сосновское (Курганская область)
Сосновское — село в Шадринском районе Курганской области России. Административный центр Сосновского сельсовета.

## История
До 1917 года в составе Иванищевской волости Шадринского уезда Пермской губернии. По данным на 1926 год состояло из 229 хозяйств. В административном отношении являлось центром Сосновского сельсовета Ольховского района Шадринского округа Уральской области.

## Население
| 1989 | 2002 | 2010 |
| ---- | ---- | ---- |
| 418  | ↘352 | ↘225 |

По данным переписи 1926 года в селе проживало 1054 человек (489 мужчин и 565 женщин), в том числе: русские составляли 99 % населения.
Согласно результатам Всероссийской переписи населения 2002 года, в национальной структуре населения русские составляли 95 %.